# 格羅寧根 (蘇里南)

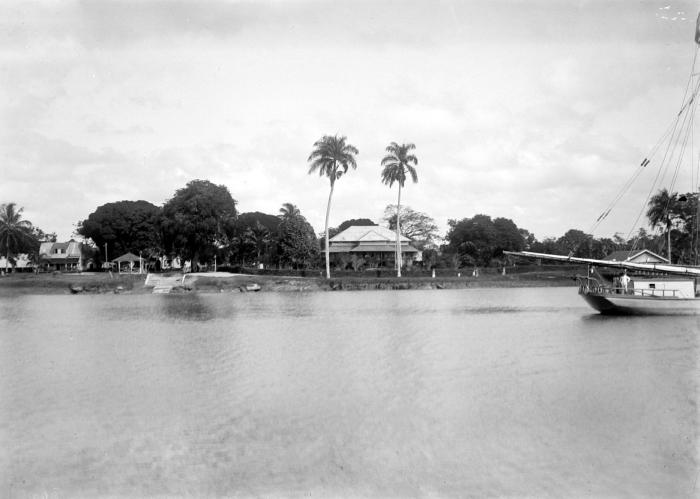

格羅寧根是蘇里南的城鎮，也是薩拉馬卡區的首府，位於該國北部薩拉馬卡河左岸，始建於1790年，海拔高度9米，鎮上有警察局、郵局和教堂，2004年人口2,825。